# Barbro Nilsson
Barbro Nilsson (née le 18 juillet 1899 à Malmö et morte le 11 octobre 1983) est une artiste textile suédoise, surtout connue pour ses grandes tapisseries et sa maîtrise des couleurs. Elle a également enseigné à Konstfack et dirigé l'atelier de tissage de Märta Måås-Fjetterström à Båstad. Elle fait preuve d'une grande maîtrise des couleurs et des différentes techniques de tapisserie et de tissage. Ses premières pièces montrent l'influence des éléments de l'art suédois traditionnel puis, dans les années 1960, elle s'oriente vers le design moderne.

## Biographie

### Jeunesse et formation
Née le 18 juillet 1899 à Malmö, Barbro Lundberg est la quatrième enfant (et la seule fille) de l'homme d'affaires Carl Theodor Ansgarius Lundberg et d'Emma Lovisa Bong, une artiste peintre et architecte de jardins. Lorsque son père est nommé directeur du grand magasin Nordiska Kompaniet en 1904, la famille s'installe à Stockholm où Barbro Lundberg se forme au tissage manuel, dès l'âge de 14 ans, à l' école de tissage de Johanne Brunsson (Brunssons vävskola) et à l'école technique de Stockholm (maintenant appelée Konstfack) . Elle y apprend à maîtriser non seulement les techniques de tissage et de tapisserie mais aussi l'art des teintures végétales et chimiques.

### Carrière
Alors qu'elle est encore étudiante, elle commence à enseigner à l'École des arts industriels de Stockholm, où elle devient plus tard chef du département des textiles.
Dans les années 1920, Barbro Lundberg ouvre un atelier sur Mäster Samuelsgatan à Stockholm où elle réalise des commandes pour la société de vêtements Salén. En 1928, elle épouse le sculpteur Rober Nilsson (1894-1980) (Robert Nilson (sv)).
Elle obtient une importante bourse de voyage qui lui permet de passe trois ans à Rome avec son mari. Leur fils, le photographe Pål Nils Nilsson y naît en 1929.
Elle utilise plusieurs dessins d'artistes comme cartons pour des tapisseries monumentales aux tissages plats, la première en 1928.
En 1928 elle réalise une tapisserie pour le paquebot M/S Kungsholm avec un carton inspiré du peintre Bertil Damm (sv).
En 1936, elle produit 13 tapisseries pour la salle de concert de Göteborg, dont la plus grande, Melodier (Mélodies) mesure près de 60 mètres carrés. Elle est basée sur un travail du peintre Sven Erixson (en). Avant même que l'œuvre ne soit terminée, Sven Erixson déclare « Vous ne pouvez tout simplement pas peindre aussi bien » .
De 1936 à 1961, elle crée un grand nombre de tapisseries gobelins en collaboration avec son mari Robert Nilsson.
Barbro Nilsson travaille en collaboration avec Märte Måås-Fjetterström à Båstad. Lorsque celle-ci décède, en 1941, Barbro Nilsson est nommée membre du conseil d'administration de la nouvelle société anonyme MMF AB et sa directrice artistique. Elle est chargée de gérer les croquis, plans d'exécution et échantillons de fil de Märta Måås-Fjetterström et de perpétuer son héritage ainsi que le savoir-faire des tisserands de l'atelier de Båstad. Barbro Nilsson s'emploie également, durant près de trente ans, à créer de nouvelles compositions et de développer l'atelier.
Elle invite plusieurs de ses anciens élèves de Konstfack à travailler dans l'atelier, dont Marianne Richter et Ann-Mari (Lindbom) Forsberg. à travailler en tant qu'artistes dans le studio, dont Marianne Richter, Ann-Mari Forsberg (sv) et Barbro Sprinchorn (sv).
En 1947, un nouvel atelier, conçu par Ivar et Anders Tengbom, est inauguré. Barbro Nilsson en a supervisé la conception afin de s'assurer que les installations sont parfaitement adaptées à la logistique du tissage et aux métiers à tisser construits sur place et installés sur cinq étages.
L'atelier reçoit des commandes du secteur public, d'hôtels, d' entreprises commerciales et d'églises.
Au début des années 1960, plus de 60 tisserands et tisserandes d'art travaillent dans l'atelier et 30 autres travaillent à domicile sur des tissus plus petits.
En 1970, Barbro Nilsson passe le flambeau à Kaisa Melanton (en) à la direction artistique de MMF AB.
Barbro Nilsson décède le 11 octobre 1983 à Höganäs. Elle est enterrée au cimetière Brunnby à Nyhamnsläge.

### Quelques créations et style artistique
Elle peint ses cartons, souvent basés sur des dessins ou peintures d'artistes, grandeur nature, plutôt que d'utiliser des croquis numérotés comme c'est le cas, afin d'obtenir une grande liberté artistique.
En 1943, elle crée le tapis, Snäckorna, pour lequel elle adapte la technique du tissage au point plat du Gobelin, le premier d'une série dans laquelle elle utilise la technique de la haute-lisse adaptée pour créer des tapis résistants.
Pour l'exposition H55, Barbro Nilsson réalise la tapisserie Tånga, comme nombre de ses œuvres, inspirée de la mer et de la plage.
Elle dirige généralement le mouvement obliquement vers l'extérieur vers le haut, comme dans Nejlika och Träd i skogen (1950) et dans des œuvres plus tardives, comme Marina (1960), Solvägen (1964), Solfläckar (1965) et Blåsväder (1967).
Elle utilise les couleurs de manière magistrale et invente constamment de nouvelles combinaisons. Le tapis Salerno montre sa maîtrise des couleurs avec de subtiles nuances de bleu. Certaines de ses tapisseries peuvent utiliser plus de 20 nuances d'une même couleur.
Au fil des ans, Babro Nilsson produit des textiles pour plus de 40 églises suédoises, travaillant parfois avec son frère Erik Lundberg, architecte. Ses œuvres se trouvent, par exemple, dans les églises de Gräsö, celle de Lilla Harrie en Scanie et Storkyrkan à Stockholm. Avec son mari, elle est également responsable de la décoration textile de Markuskyrkan (église Saint-Marc) à Stockholm en 1961. Dans l'église Gustaf Adolfskyrkan d'Helsingborg, l'acoustique a été améliorée grâce à la vaste décoration textile de Barbro Nilsson (1965-68) . Elle produit des œuvres pour l'ambassade de Suède à Moscou, la bibliothèque publique d'Helsingborg et la Cour suprême de Suède. Parmi ses plus belles créations figurent ses sept œuvres tissées pour Sydsvenska Kraft symbolisant les forces naturelles telles que le soleil et l'eau jaillissante.
« Barbro Nilsson est aujourd'hui l'une des principales représentantes suédois de l'art textile - fière et persévérante dans sa créativité : pleine d'humilité dans la transmission de traditions anciennes et colorées. »(Kontur, Swedish Design Annual, 1962)
Ses œuvres figurent dans les collections du Musée national de Suède, du Musée Nordiska à Stockholm, du musée Röhsska à Göteborg, et des musées de Malmö, de Copenhague et de Trondheim.
Son travail est toujours très recherché sur le marché de l'art et génère des prix élevés dans les grandes maisons de ventes.

## Récompenses
En 1948, Barbro Nilsson reçoit la prestigieuse médaille Litteris et Artibus pour ses contributions à la culture et, en 1954, la médaille du Prince Eugène .

## Expositions
- 1934 : gallery Liljevalchs Konsthall, Stockholm[6].
- 1936 : British Museum, Londres[6]
- 1939 : Metropolitan Museum of Art, New York[6]